# جون باجيت
جون باجيت (1811-1898) كان محاميًا إنجليزيًا وقاضي شرطة ومؤلفًا.

## حياته
ولد في 14 مايو 1811 في هامبرستون، ليسيسترشاير، الابن الثاني لتوماس باجيت، وهو يعمل مصرفي في بنك في ليستر. تلقى تعليمه في المنزل، وبعد بضع سنوات من عمله كمساعد في بنك والده، دخل المعبد الأوسط في 16 أكتوبر 1835، وتم استدعاؤه إلى نقابة المحامين في 2 نوفمبر 1838.
عندما كان شابًا، كان باجيت منضمنا حزب الأحرار البريطاني، وناشطًا في مشروع قانون الإصلاح 1832العظيم، وعضوًا في نادي الإصلاح منذ تأسيسه في عام 1836. كان أيضًا عضوًا في لجنة المكتبة هناك لمدة 24 عامًا، حيث كان رئيسًا لها من عام 1861 إلى عام 1865. ومن عام 1850 حتى عام 1855، كان السكرتير الأول للورد المستشار ترورو، ثم اللورد المستشار كرانوورث.
في عام 1864، تم تعيين باجيت قاضيًّا في محكمة شرطة التايمز ثم نقل منها إلى محكمتي هامرسميث واندسوورث بعد انفصالهما، وقد ترأس باجيت المحكمة في غرب لندن حتى استقالته في عام 1889.
توفي باجيت في 28 مايو 1898, بولتونز، وست برومبتون، لندن، وترك أرملة وابنتان.

## أعماله
في عام 1842، نشر باجيت قانون ضريبة الدخل، مع مقدمة، وفي عام 1854 نشر أيضًا تقريرًا عن حكم الدكتور رادكليف في محكمة دبلن التأسيسية مع «ملاحظات حول ممارسات محاكم الكنسية». كان مساهمًا في مجلة بلاكوود بين عامي 1860 و1888. تنتقد أوراقه بشكل سلبي آراء لورد ماكوليفي مارلبورو، وأعيد طبع مذبحة جلينكو، ومرتفعات اسكتلندا، وكلافيرهاوس، وويليام بن في عام 1861 بعنوان «الأمتحان الجديد». مقالات أخرى بعنوان «التبرئة» تناولتها نيلسون والسيدة هاملتون ويغتاون، واللورد بايرون. مقالة «ألغاز قضائية» تعاملت مع إليزابيث كانينج، وكامبدن وندر، وقضية أنيسلي، وقضية إليزا فينينج، وقضية سبنسر كوبر. أما بالنسبة لل «مقالات عن الفن» فأن التعامل فيها كان مع عناصر الرسم، تم تضمين روبنز وروسكين وجورج كروكشانك وجون ليش، في مجلد يسمى المفارقات والألغاز التاريخية والقضائية والأدبية، والتي ظهرت في عام 1874.
قدم باجيت أيضًا رسومًا إيضاحية لـ بيتس وبيرنج رينز (1875)، بواسطة إدوارد فوردهام فلاور.

## عائلته
في 1 مارس 1839، تزوج باجيت من إليزابيث، ابنة وليام راثبون الخامس من جرينبانك هاوس، ليفربول. بلغت قيمة ممتلكاته 97,632 13 جنيهًا إسترلينيًا.6د